# Kleingemünd

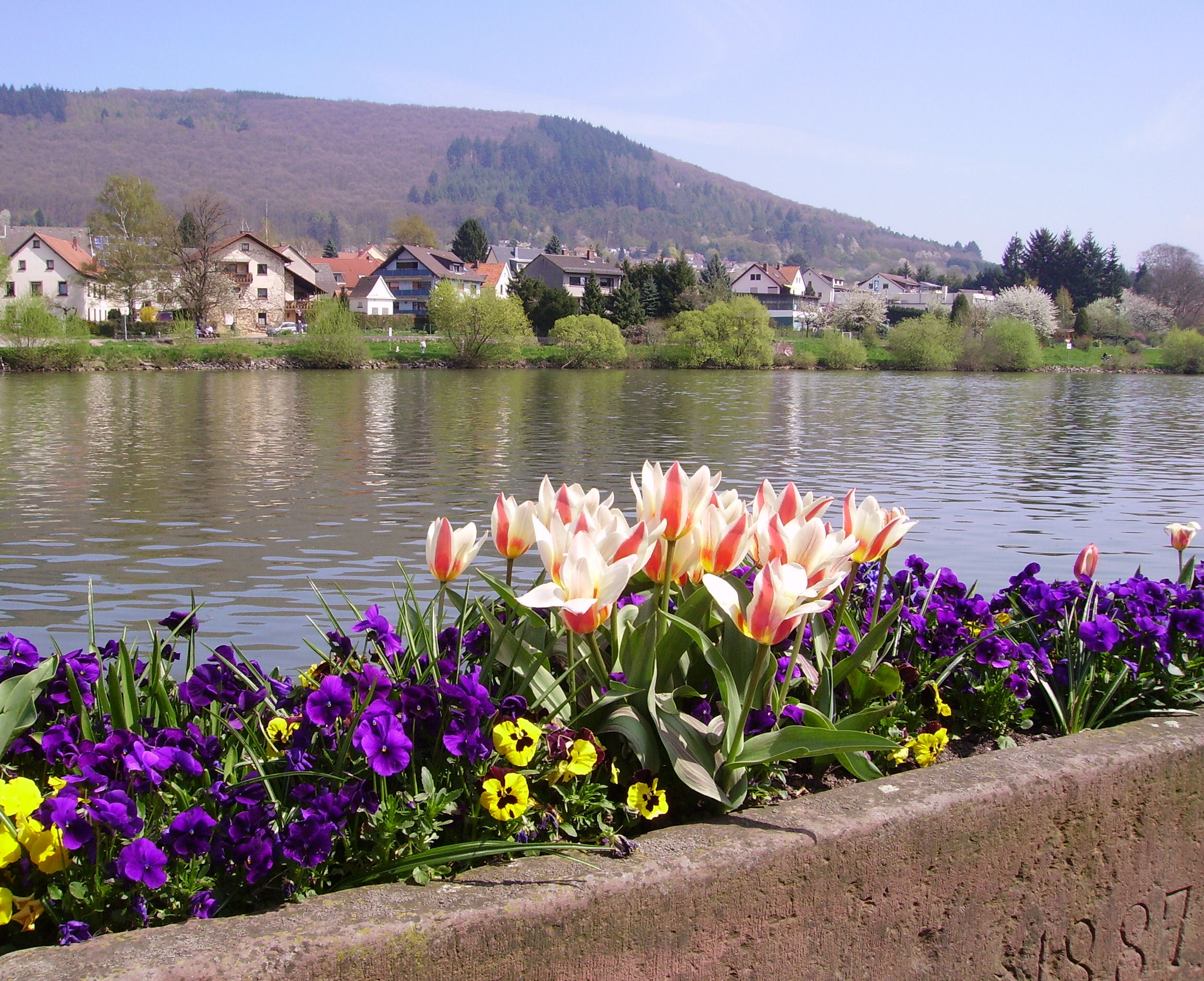
Blick von Neckargemünd über den Neckar nach Kleingemünd

Kleingemünd ist ein Stadtteil von Neckargemünd im baden-württembergischen Rhein-Neckar-Kreis.

## Geografie
Kleingemünd liegt gegenüber der Kernstadt von Neckargemünd am rechten Neckarufer zehn Kilometer von Heidelberg entfernt. Die Gemarkung des Ortsteils erstreckt sich vom Felsenberg am Neckar entlang bis über die hessische Landesgrenze.

## Geschichte
Der Weiler Kleingemünd wurde erstmals 1340 im Kopialbuch des Ritters Hans von Hirschhorn erwähnt. Aus dieser Quelle wird deutlich, dass Kleingemünd über ein eigenes Ortsgericht verfügte.

Ein 1770 auf dem Gelände der Brauerei „Zum Schwanen“ (heute Hotel „Zum Schwanen“) gefundener Römischer Grabstein, der wahrscheinlich aus dem 4. Jahrhundert stammt, ist Beweis dafür, dass sich in Kleingemünd eine Römische Handelsstation, vielleicht sogar eine Schiffsstation, befunden hatte. In Kleingemünd wurde ebenfalls Weinbau betrieben, was im Gewannamen/Straßennamen »In den Wingert« und den in den Hang hineingebauten und zum Teil bis zum heutigen Tage noch sichtbaren Terrassen aus Sandsteinen zum Ausdruck kommt. Kleingemünd und Neckargemünd entwickelten sich im Laufe der Jahrhunderte auf Grund ihrer Lage und Größe immer weiter auseinander. Kleingemünd, jenseits des Neckars gelegen, behielt den für die damalige Zeit typischen bäuerlichen Charakter, während Neckargemünd einen mehr und mehr städtischen Charakter annahm. Die Divergenz in der Entwicklung führte zwangsläufig zu Interessengegensätzen zwischen Kleingemünd und Neckargemünd, welche im Bestreben der Kleingemünder Einwohner endete, die Loslösung von Neckargemünd zu erreichen. Die Eigenständigkeit der Gemeinde Kleingemünd wurde 1860 nach mehreren Versuchen, beginnend im Jahre 1817, erlangt. Bürgermeister waren seitdem Karl Knauf (1860–1869), Georg Friedrich Gärtner (1869–1875), Karl Knauf (1875–1895), Nicolaus Ritz (1896–1899) und Valentin Schneckenberger (1900–1906). Kurz vor der Wiedereingemeindung nach Neckargemünd errichtete die Gemeinde Kleingemünd am Ortsausgang am Wald Richtung Felsenberg ihr neues Schulhaus für eine Bausumme von ca. 35.000 Mark.

Auf Grund der einsetzenden Industrialisierung am Ende des 19. und zu Beginn des 20. Jahrhunderts und den damit landauf landab einhergehenden kommunalen Investitionen, wie der Errichtung von Wasserleitungen, Kanalisation und elektrischer Beleuchtung zur Versorgung der Bevölkerung sowie dem Bau neuer Ortsstraßen war die bäuerlich strukturierte Gemeinde Kleingemünd finanziell überfordert, weshalb man sich mit dem Gedanken einer Eingemeindung nach Neckargemünd befasste. Die Gemeindeversammlung Kleingemünd stimmte am 1. August 1904 der Eingemeindung zu, mit der Vorgabe, dass alle im Eingemeindungsvertrag enthaltenen Bedingungen eingehalten werden. Der Stadtrat der Stadt Neckargemünd stimmte diesen Bedingungen in seiner Sitzung am 16. März 1905, der Bürgerausschuss am 20. März 1905 zu. Nachdem von den badischen Landständen ein entsprechendes Gesetz zur Auflösung der Gemeinde Kleingemünd und deren Eingemeindung nach Neckargemünd verabschiedet worden war, wurde die Gemeinde Kleingemünd mit Wirkung zum 1. Januar 1907 in die Stadt Neckargemünd eingemeindet. Kleingemünd ist die erste von insgesamt vier in die Stadt Neckargemünd eingemeindeten Kommunen und somit der älteste Stadtteil der Stadt Neckargemünd.
Inzwischen stellt Kleingemünd im 2004 gewählten Stadtrat sechs Mitglieder. Kirchlich gehörte Kleingemünd dagegen immer zu Neckargemünd.

## Wappen
In der Zeit der Unabhängigkeit führte Kleingemünd ein eigenes Wappen mit der Darstellung einer Rose. Ein genauer Grund für die Motivwahl ist nicht bekannt und folgt wahrscheinlich ästhetischen Gründen. Damals sah man das Wappen zum Beispiel auf den Feuerwehrhelmen. Heute schmücken die Fahnen die Straßen nur zu festlichen Anlässen wie der „Kleingemünder Kerwe“ oder den Sommertagsumzug des Stadtteils. Heute hat das Wappen keine amtliche Gültigkeit mehr.

## Sehenswürdigkeiten
- Das Schulhaus in Kleingemünd wurde 1904 erbaut und bis in die 1930er als Schule genutzt. Danach diente es als Wohnhaus und als Schulungszentrum des Deutschen Roten Kreuzes, seit 2004 ist das Gebäude in Privatbesitz. Sowohl das Schulhaus als auch der gegenüber befindliche Schulhausbrunnen zeigen das Kleingemünder Wappen.
- Der Dorfbrunnen stammt aus dem Jahr 1767 und wurde in den 1960er Jahren renoviert.
- Der Keschdeboom (Kastanienbaum) in der Dorfmitte wurde 1977 als Ersatz für den ursprünglich 1871 zum Gedenken an den Frieden von Versailles gepflanzten, aber eingegangenen Baum gepflanzt.
- Die historische Zehntscheune wird heute als Veranstaltungsraum genutzt.

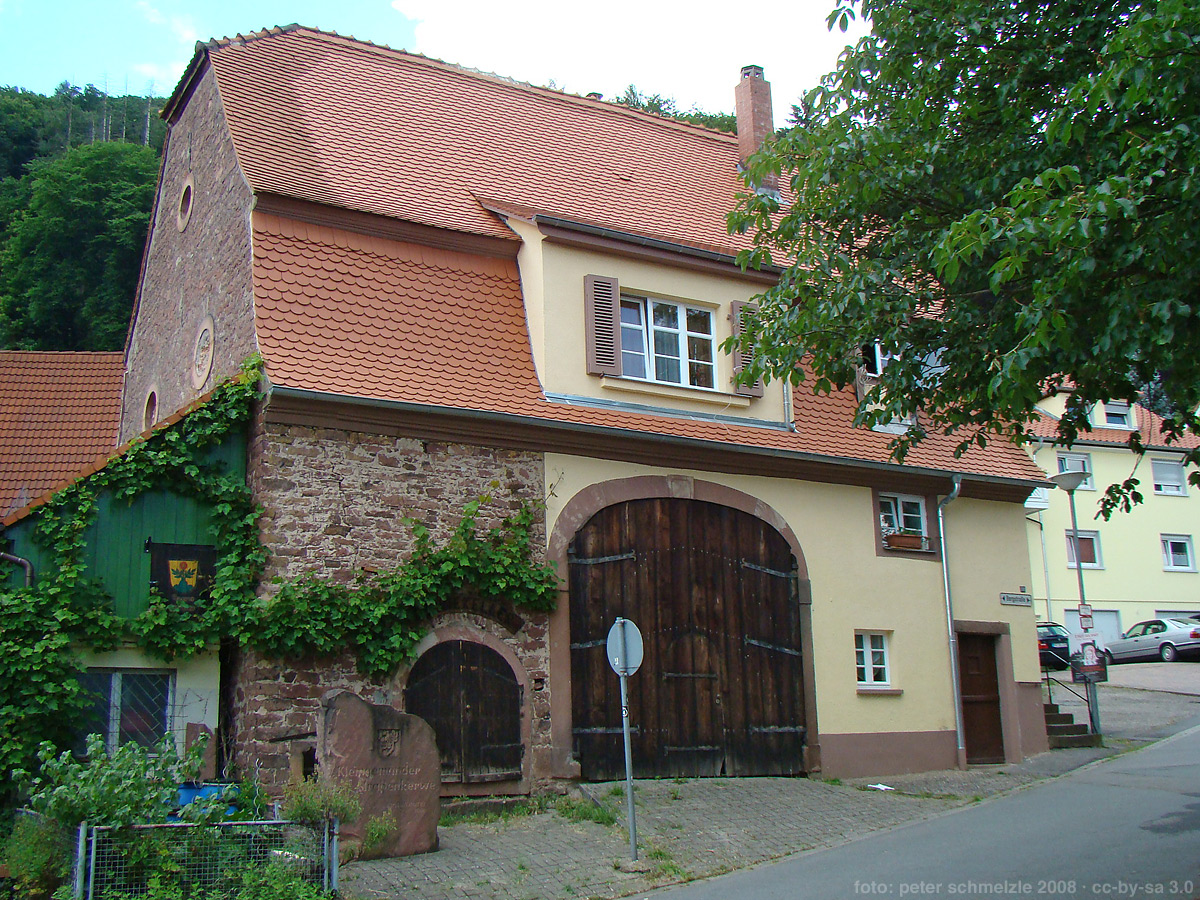
Zehntscheune
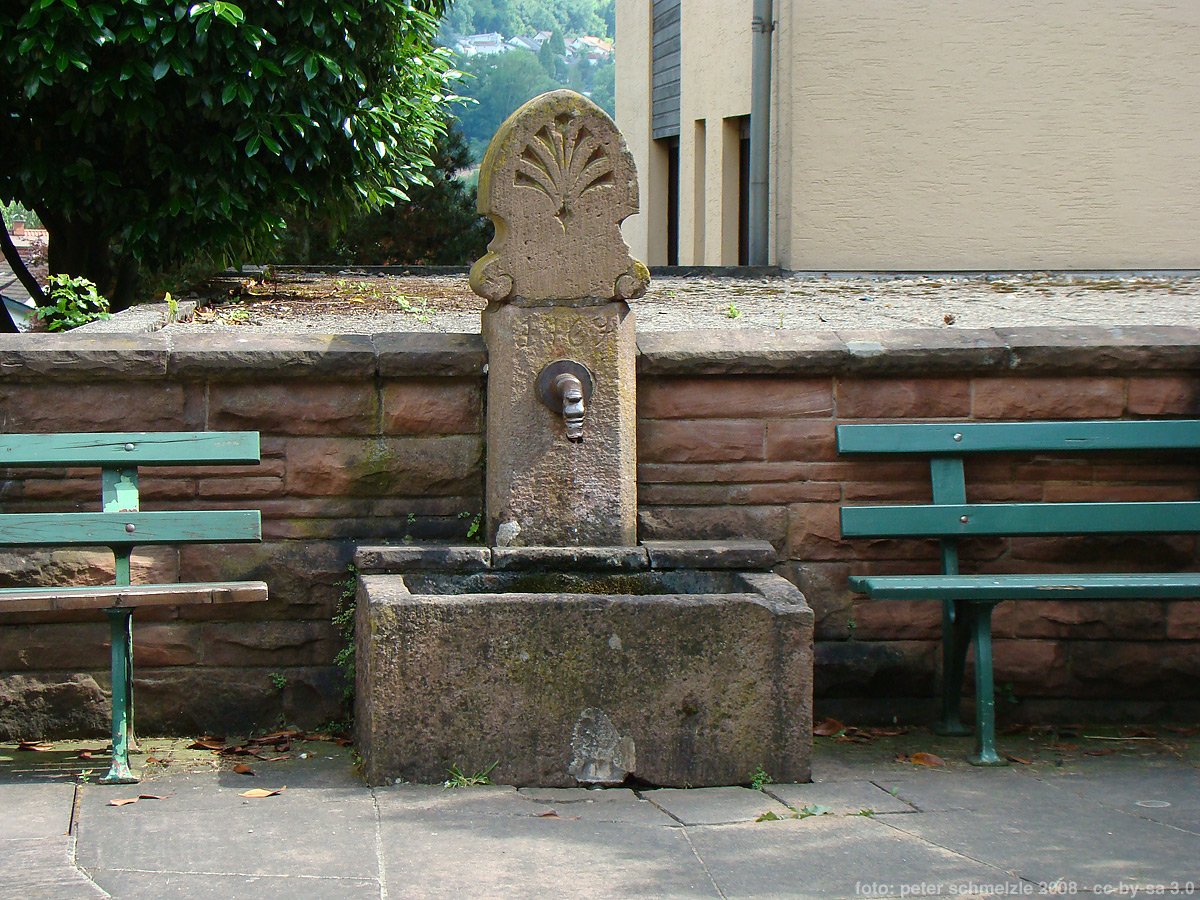
Dorfbrunnen von 1767
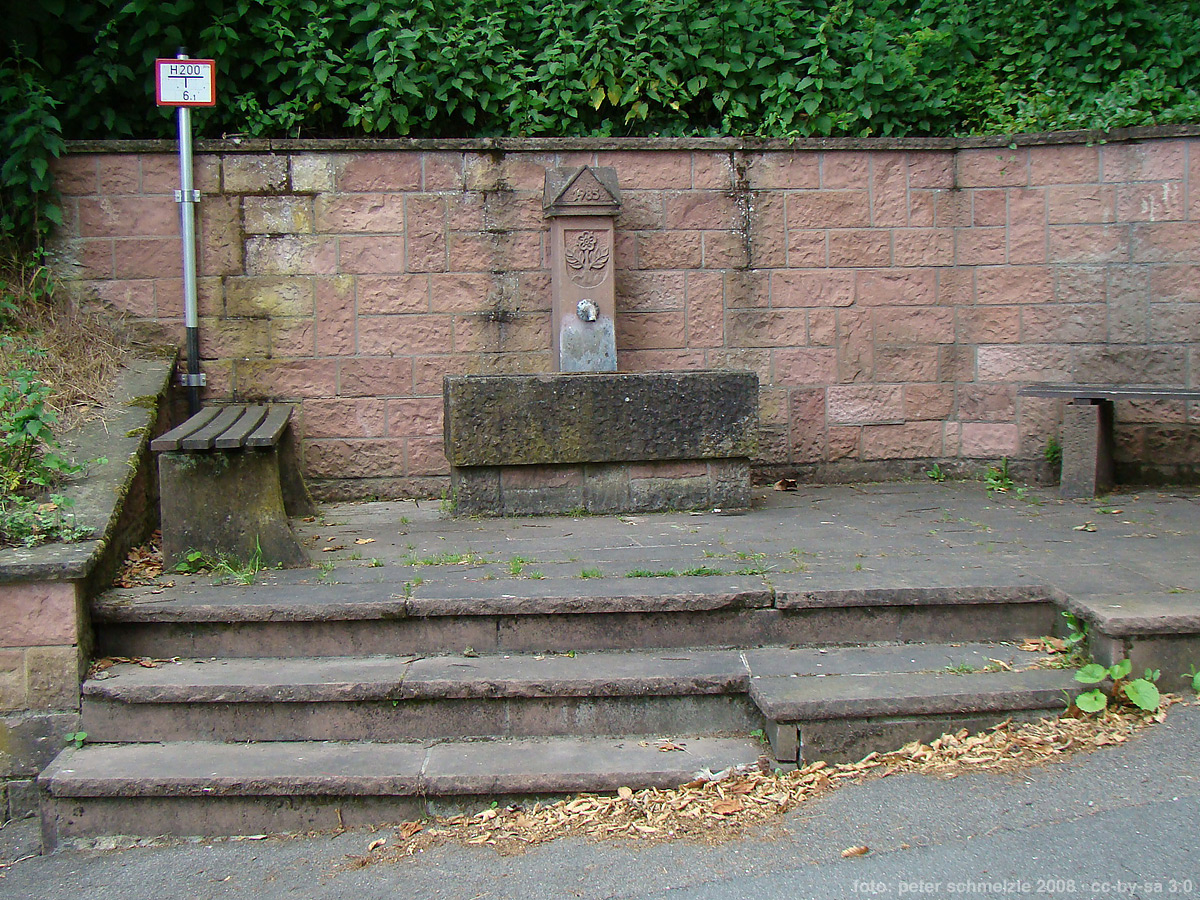
Schulhausbrunnen mit ehemaligem Ortswappen
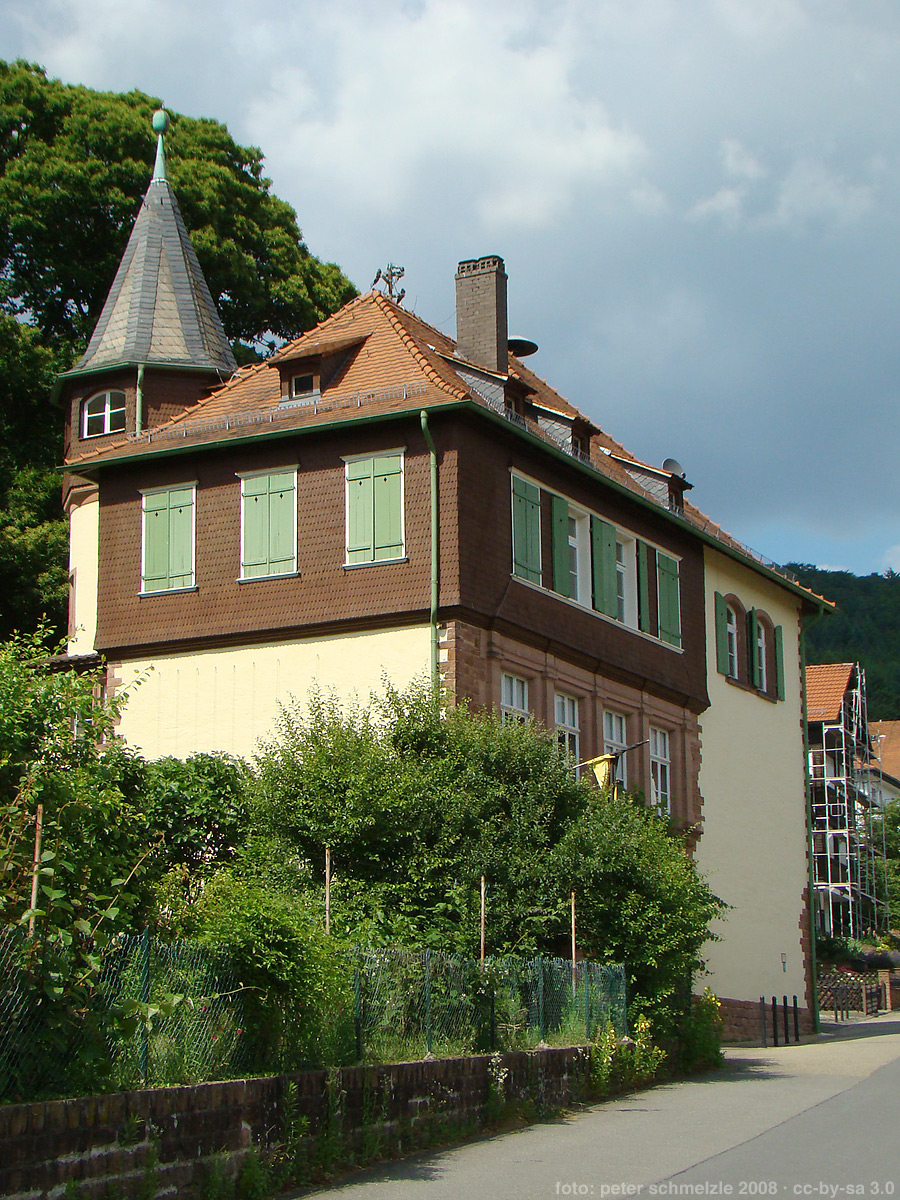
Altes Schulhaus

## Neubaugebiet
Im Flächennutzungsplan ist bereits seit 1983 das geplante Neubaugebiet vorgesehen.
Für eine 13 ha große Teilfläche in Südhanglage wurde mit dem Aufstellungsbeschluss des Gemeinderates vom 6. März 2007 das Bebauungsplanverfahren eingeleitet.
Der Gemeinderat hat am 19. Mai 2009 in öffentlicher Sitzung den Bebauungsplan „Kleingemünd“ beschlossen.
Dieser trat mit der Bekanntmachung im „Neckarboten“ am 4. Juni 2009 in Kraft.
Die Fläche wird von drei Seiten von der bestehenden Bebauung eingerahmt. Das Gebiet umfasst rund hundert Flurstücke unterschiedlicher Größe. Es handelt sich um ein Gebiet mit Wohn-, gemischten und gewerblichen Bauflächen.
Das Umlegungsverfahren für die Bauplätze ist mit der amtlichen Bekanntmachung am 3. September 2009 ebenfalls erfolgreich abgeschlossen worden und der offizielle Spatenstich erfolgte am 18. September 2009. Parallel zu den eigentlichen Erschließungsarbeiten im Baugebiet wurde der Kreisverkehrsplatz auf der B 37 fertiggestellt. Dieser wurde am 17. September 2010 zusammen mit der Kurpfalzstraße und dem Montanaweg der Öffentlichkeit übergeben. Die provisorische dezentrale Wärmeversorgung nahm am 13. Oktober 2010 den Betrieb auf.
Die Straßen im übrigen Baugebiet wurden Ende 2011 fertiggestellt. Inzwischen sind fast alle der Grundstück schon verkauft. Damit lag das Interesse deutlich über den Prognosen des Erschließungsträgers und der Sparkasse Heidelberg. Mehr als zwei Drittel der Grundstücke sind bereits bebaut.
Der Bau einer neuen Kindertagesstätte Kleingemünd ist 2012 abgeschlossen worden. Die Arbeiten für den Bau eines Seniorenheims befinden sich in der Endphase genauso wie diese für diverse Grünanlagen.
Zum Neubaugebiet gehören Savoyer Weg, Kraichgaustraße und die Odenwaldstraße bis hoch zur Vierburgenstraße.